# Историја алгоритама
Историја алгоритама покрива период од настанка самог рачунања и математике до данас. Још су се древне цивилизације користиле алгоритмима, како у пројектовању значајних ствари, тако и у свакодневном животу. Сам назив је настао у 12. веку као синоним за рачунски метод. Појавом рачунара почиње формализација алгоритама, а они постају основа софтвера. Данас се они примењују у готово свакој области.

## Порекло назива
У 9. веку наше ере персијски математичар и астроном Мухамед ел Хорезми, често називан и оцем алгебре, написао је књигу О индијским бројевима, у којој је научник дао опис низа поступака и прецизних правила за разна израчунавања. Тај рад бива преведен у 12. веку на латински језик као лат. Algoritmi de numero Indorum, где је реч algoritmi требало да представља латинизирано презиме научника. Међутим, та реч надаље постаје синоним за рачунски метод.

## Алгоритми антике

### Вавилонска математика
Вавилонска математика је на много начина била напреднија од египатске математике. Вавилонци су могли да израчунају квадратни и кубни корен, познавали су Питагорину теорему 1200 година пре но што је Питагора званично дефинисао, знали за број π, могли да реше полиноме осмог степена, линеарне једначине, као и разна израчувања за круг. За разлику од Грка, Вавилонски математичари су се више фокусирали на алгебру, а не на геометрију.

#### Вавилонски бројеви
Клинасти бројеви су написани у комбинацији са два симбола: вертикалним клином за ,,1” и угаоним клином за ,,10”. Вавилонци су имали шездесетодецимални бројевни систем и користили су концепт места вредности да запишу бројеве веће од 60. Дакле, имали су 59 симбола за бројеве, од 1 до 59, а затим су те симболе понављали у различитим колонама да означе веће бројеве. На пример, ,,2” у другој колони са десне стране значи 2 x 60 = 120, а ,,2” у трећој колони са десне стране представља 2 x 602 = 7200. Бројеви од 1 до 59: 
Да би користили шездесетодецималну нотацију у савременом језику, треба раздвајити колоне са запетама, тако да се број 7267 = 2 x 602 + 1 x 60 + 7 записује као 2,1,7. 
Постоје неки проблеми са овим системом. Први је тај да практично не постоји начин да се одвоје колоне осим да се убаци празнина у бројевима, пример број ,,2” изгледа слично као и ,,61” (1, 1). Још озбиљнији проблем је што нема симбол за нулу да се дода у празну колону, тако да се ,,1” неприметно разликује од ,,60”. Касније Вавилонске цивилизације су увеле нулу, тако да су они били свесни тог недостатка. 
Вавилонски бројни систем са базом 60 се задржао и у данашње време, јер ми и даље имамо 60 минута у сату, 60 секунди у минути, 360 степени у кругу и 60 минута у степену. Чак је 24 часовни дан наслеђе древних Вавилонаца.

#### Вавилонске нумеричке табеле
Заједнички део Египћана и Вавилонаца су табеле које су олакшавале прорачуне. Табеле су служиле за израчунавање ствари као што су квадратни корен са великом прецизношћу коју су постизали и математичари у доба Ренесансе.

##### Реципрочне табеле
Вавилонци нису имали посебан алгоритам за дуге бројеве при дељењу, већ су се користили чињеницом да је {\displaystyle a/b=a\times {(1/b)}} Они су користили реципрочне табеле конвертоване у шездесетодецималну нотацију. У нотацији која је горе наведена, користили су тачку-запету (;) да би означили децимално место. Онда се број ½ записује као (0;30) = 0(1) + 30(60−1). 
60 је практична база овде зато што многи бројеви имају коначну фракцију у шездесето-базном систему, као што су ½, 1/3, ¼, 1/5, 1/6, 1/10, 1/12, 1/15, 1/20. Међутим, неки бројеви, као што су 1/7 или 1/13, имају бесконачну фракцију, и за њих је дата само приближна вредност. Штета је што Вавилонци ове бројеве нису даље разматрали, јер би дошли до периодичног понављања шездесетодецималних фракција које би могле да доведу до откривања бесконачних низова.

##### Табеле квадрата
Вавилонски начин множења се заснива на познавању квадрата бројева. Они су за једноставно множење два броја користили формуле 
{\displaystyle ab={(a+b)^{2}-a^{2}-b^{2} \over 2}}
{\displaystyle ab={(a+b)^{2}-(a-b)^{2} \over 4}}
Понекад је било једноставно да се помноже и саберу бројеви, као нпр. множење са 39, где се множи са 30, па са 9, и резултати се саберу, тако да нису увек користили горенаведене формуле за множење.

##### Квадратни и кубни корен
Вавилонци су квадратни корен од два налази са разликом од 0.0000006 од праве вредности. Такође су могли да нађу и квадратне корене за друге вредности. Користили су две методе да одреде приближну вреност квадратног корена.
Прва је користила апроксимацију
{\displaystyle {\sqrt {a^{2}+b}}\approx a+{b \over 2a}}
која је изведена из првих правила о проширивању биномне серије.
Друга метода користи алгоритам који ће касније бити преписан Грцима.
Нека а = а1 буде почетна апрокцимација. Ако је {\textstyle a^{1}<{\sqrt {2}}} онда {\displaystyle 2/a^{1}>{\sqrt {2}}}. Нека боља апроксимација буде {\displaystyle a^{2}={(a^{1}+{2 \over a^{1}}) \over 2}}. И овај процес се понавља све док одговор не буде прецизан колико желите.

##### Квадратне једначине и n3+ n2табеле
Једна важна табела Вавилонске алгебре је та да је вредност од n3 + n2 за целобројне вредности n од 1 до 30. Ове табеле су служиле да се реше кубне једначине облика
{\textstyle ax^{3}+bx^{2}=c}
Вероватно је да су Вавилонци били вешти и у решавању квадратних једначина, и за њихово решавање су користили метод сличан нашем методу за решавање квадратних једначина. 

##### Експоненти и логаритми
Код Вавилонаца су пронађени и неки проблеми степеновања и логаритмовања бројева. Међутим, они логаритамске табеле нису користили у општим израчунавањима, већ само у решавању неких специфичних проблема.

##### Питагорин троугао
У овој табели су препознатљиве Питагорине тројке, тј. три целобројне вредности које задовољавају једначину {\displaystyle a^{2}+b^{2}=c^{2}}

### Египатска математика
Древни Египћани су вероватно прва цивилизација која је практиковала науку уметности. Египћани су доминирали у медицини и примењеној математици. Постоји велики број докумената која описују њихова достигнућа у медицини, али не постоје докази како су дошли до математичких закључака. Наравно, они су имали напредније разумевање математике због њихових подвига у инжењерству, астрономији и државној управи, без кога ти подвизи не би били могући.
Египћани су имали децимални систем са 7 различитих симбола. 
- 1 се представља као једна линија
- 10 се црта као лисице за стоку
- 100 се представља као намотај ужета
- 1.000 је цртеж лотоса.
- 10.000 је представљено прстом.
- 100.000 је пуноглавац или жаба.
- 1.000.000 је фигура бога са подигнутим рукама изнад главе

Конвенција о читању и писању бројева је једноставна; већи број је увек написан испред мањег и где је више од једног реда бројева, читање почиње од врха.

### Грчка математика

#### Талес
Грчки филозоф који се сматра оснивачем Грчке науке, математике и филозофије. Он је посетио Египат, а вероватно и Вавилон, и вратио се са знањем из астрономије и геометрије. Увео је дедуктивну математику. По њему гласи и Талесова теорема.

#### Еуклидов алгоритам
Грчки геометар који је написао Елементе, књигу о геометрији. Књига садржи ранија знања о геометрији, и коришћена је вековима у западној Европи као уџбеник из геометрије. Еуклид је доказао оно што је опште познато као Еуклидова друга теорема: број простих бројева је бесконачан. 
Он је такође говорио о тзв. Еуклидовом алгоритму, методи за проналажење највећег заједничког делиоца два броја.
```
- подели број 
a
 са 
b
, остатак је 
r

- замени 
a
 са 
b
 
- замени 
b
 са 
r
 
- настави процес док се више бројеви не могу делити.
У овом случају, 
a
 је НЗД.
[
4
]
```

Није утврђена нити година нити место његовог рођења, али ни околности његове смрти, иако се зна да је живео и радио у Александрији већи део свог живота.

#### Архимедов алгоритам
За Архимеда се сматра да је највећи математичар антике. Архимед је извео бројне геометријске доказе помоћу крутих геометријских формализма од Еуклида. Он је био посебно поносан на своје открића за проналажење запремине сфере и ваљка. Исто тако важан је резултат израчунавања односа обима и пречника круга и смештање тог односа у границе између π = 3 1/7 и 3 10/71, познатије као Архимедов алгоритам за израчунавање приближне вредности броја π.
Архимед је дошао до горње и доње границе броја π цртањем правилног шестоугла унутар и изван круга, и сукцесивно удвостручавао број страна док није дошао до 96-остраног правилног полигона. Рачунајући оквире овог полигона, доказао је да је 223/71 < π < 22/7 (односно  3.1408 < π < 3.1429).
Архимед је такође био изванредан инжењер, формулисао Архимедов принцип потиска и закон полуге, као и још доста других открића. Архимед је убијен од стране римског војника у Другом пунском рату. Приповеда се да му је последња реченица била: Noli turbare circulos meos! (Не дирајте моје кругове!)

#### Ератостеново сито
Ератостен је радио као библиотекар у великој библиотеци у Александрији, и написао разна дела из математике, географије, филозофије, и астрономије. Такође је написао песму под називом Хермесгде је описао основе астрономије у стиху. Иако је већина Ератостенових списа изгубљена, многи су очувани кроз списе народа. 
Међу достигнућима је прецизно мерење пречника Земље. Пошто је изгубљен оригинални рад мерења пречника Земље, детаљи Ератостенових поступка нису познати. Ератостен је увео систем земаљских координата, припремио мапу звезда која садржи 675 звезда, предложио да преступна година буде сваке четврте године, покушао да изгради прецизно датирану историју, и развио Ератостеново сито, алгоритам за проналажење простих бројева:
```
1. Напишите све бројеве од 2 до n
2. Почевши од првог броја на списку (двојка) прецртајте са списка све бројеве дељиве са два и упишите да је двојка прост број.
3. Понављајте поступак са следећим непрецртаним бројем m. Дакле, прецртајте све бројеве дељиве са m, а њега самог обележите да је прост.
```

### Каснија математичка открића

#### Гаусов метод елиминације
У линеарној алгебри, Гаусов метод елиминације је алгоритам за решавање система линеарних једначина. Овај метод је добио име по Карлу Фридриху Гаусу, иако је био познат кинеском математичару Лиу Хуиу из 3. века. Систем од n линеарних једначина се решава изједначавањем броја непознатих и броја једначина. 
Псеудокод:
```
за k = 1 ... минимално од (m,n):
  Пронађи k-ту тачку:
   i_max  := argmax (i = k ... m, abs(A[i, k]))
   ако је A[i_max, k] = 0
     грешка "Матрица је јединична!"
   замени редове (k, i_max)
   Уради за све редове испод тачке:
   за i = k + 1 ... m:
     m := A[i, k] / A[k, k]
     Уради за све преостале елементе у првом реду:
     за j = k + 1 ... n:
       A[i, j]  := A[i, j] - A[k, j] * m
     Нађи најмању троугаону матрицу са нулама:
     A[i, k]  := 0
```

#### Брамагупта
Брамагупта је рођен у 598. и живео је на северозападу Индије док није умро 668. Био је астроном и математичар. Написао је метод решавања неодређене једначине
  ax + by = c 
Брамагупта је развио метод решавања неодређених једначина другог степена и правила решавања једноставних квадратних једначина различитих типова.
{\displaystyle x={{\sqrt {4ac+b^{2}}}-b \over {2a}}}
Брамагупта је популаризовао важан концепт у математици: број нула. 

#### Мухамед ел Хорезми
Мухамед ел Хорезми је био персијски научник, математичар, астроном и астролог. Рођен је у 780. а умро је око 840. Он се често наводи као "отац алгебре", која је добила име по делу наслова његове књиге. 
Дао је значајан допринос у области алгебре, тригонометрије, и географије. Са својом књигом о рачуну са индијским бројевима, промовисао је коришћење индијског система бројева на Блиском истоку, а затим и у Европи. Ова књига је преведена на латински у 12. веку под именом Algoritmi de numero Indorum, тако да је његово име на латинском грешком преведено као "Алгоритми" што је индиректно одговорно за термин алгоритам. 
Његове књиге су дале значајан допринос унапређењу математике (решавање линеарних и квадратних једначина, као и геометријске принципе за попуњавање круга) у Европи. Он је допринео са таблицама тригонометријских функција, прецизирања у геометријској заступљености конусних пресека, и аспектима рачуна на две грешке, као и са публикацијама о механичким уређајима као што су сат, астролаб и сунчани часовник. 

#### Ибн ел Хаитам
Абу Али Хасан Ибн ел Хаитам је био један од најистакнутијих физичара, чији су доприноси оптици и научне методе изузетне. Отишао је у Египат, где је затражен да пронађе начине да контролише поплаву Нила. Због неуспеха у томе, он је глумио лудило до смрти калифа Ал-Хакима. Такође је путовао у Шпанију и, у том периоду имао је довољно времена за своје научне потраге, које су укључивале оптику, математику, физику, медицину и развој научних метода у свакој области од којих је оставио неколико изузетних књига.
Он је детаљно испитивао пролазак светлости кроз различите материје и открио законе преламања. Такође је спровео прве експерименте на дисперзији светлости у њеним саставним бојама. Бавио се теоријом разних физичких феномена као што су сенке, помрачења, дуге и појавама физичке природе светлости. Први који је тачно описао различите делове ока и дао научно објашњење процеса визије. Такође је покушао да објасни бинокуларну визију, и дао тачно објашњење очигледног повећања величине Сунца и Месеца, у близини хоризонта. Због ових обимних истраживања оптике, сматра се оцем модерне оптике. Ибн ел Хаитам је био математичар који је први извео формулу за збир четвртог степена, а касније развио и алгоритам за одређивање опште формуле за збир било ког степена, што је основа развоја интегралног рачуна.
Његов допринос математици и физици је обиман. У математици, он је развио аналитичку геометрију кроз успостављање везе између алгебре и геометрије. Студирао је механику кретања тела и био је први који тврди да се тело креће непрестано осим ако га спољна сила не заустави или промени правац кретања, што је еквивалентно првом Њутновом закону кретања.

## Први рачунари
Чарлс Бебиџ је био енглески математичар, аналитички филозоф, машински инжењер, научник, изумитељ првог рачунара који је могао да се програмира, као и професор математике на Кембриџу. Због утицаја на каснији развој науке, назван је „оцем“ рачунарства.
Бебиџове машине били су први механички рачунари. Бебиџ је увидео да машине могу да раде боље и поузданије од човека. Покренуо је изградњу машине која је мање-више одрађивала посао и предлагао је да се рачунање може механизовати до крајности. Иако су Бебиџове машине биле огромне њихова структура је била слична данашњем рачунару. Подаци и програмска меморија су били одвојени, операције су биле базиране на инструкцијама са човекове стране. Године 1822. развија механичку машину названу диференцијална машина.
Бебиџова машина је била створена да аутоматски израчунава више математичких операција. Прва диференцијална машина имала је 25.000 делова, била је висока 8 стопа, и тешка 15 тона. Иако је имао доста спонзора није успео да је заврши.
Ада Бајрон је била међу најистакнутијим ликовима у историји рачунара. 
У 17. години Ада упознаје Мери Сомервил, жену која је превела Лапласове радове на енглески језик, а чији су текстови коришћени на Кембриџу. Иако је госпођа Сомервил охрабривала Аду у својим математичким студијама, Ада је покушала да стави математику и технологију у одговарајући људски контекст. На вечери код госпође Сомервил, Ада је чула идеје Чарлса Бебиџа о машини за рачунање, аналитичкој машини. Он је претпоставио: шта ако би машина за рачунање могла не само да предвиди, већ и да делује на та предвиђања. 
После неуспелог покушаја диференцијалне машине, Бебиџ је почео да ради на пројекту другачије, много сложеније машине, назване аналитичка машина. Она није била проста физичка машина, већ комбинација више дизајна машина које је смишљао до краја живота (1871. године). Главна разлика између ове две машине је та да је аналитичка машина могла да буде програмирана помоћу бушених картица, што је била идеја испред његовог времена. Схватио је да није могло више програма да стане на једну картицу, а такође је морала да буде присутна и особа која би правила остале програме.
Ова машина је била први Тјуринг-комплетан механички рачунар.
Аналитичка машина је претеча модерног рачунара.
О свијим плановима док је радио на новој машини Бебиџ је извештавао о дешавањима на семинару у Торину у јесен 1841. Италијан, Менабреа, написао је резиме онога што Бебиџ описао и објавио чланак на француском. Ада је превела тај чланак и показала га Бебиџу, а он јој предложио да она дода своје сопствене белешке, за које се испоставило да су три пута дуже од оригиналног чланка. Писма између Бебиџа и Аде су се низала и садржала чињенице и фантазију. У свом чланку, објављеном у 1843, Ада је наговестила да би таква машина могла користити да компонује сложену музику, за приказивање графике, као и за практичну и научну примену. Била је у праву.
Ада је предложила Бебиџу писање алгоритма којим би машина могла израчунати Бернулијеве бројеве. Овај алгоритам, сада се сматра првим рачунарским програмом. Програмски језик развијен од стране Министарства одбране САД је назван "Ада" у њену част 1979. године.

## Симболи, правила, формализација

### Симболи, правила
Џорџ Бул је увео бинарну алгебру, основу рачунара. Булова алгебра је део математичке логике - алгебарска структура која сажима основу операција И, ИЛИ и НЕ као и скуп теоријских операција као што су унија, пресек и комплемент. За разлику од елементарне алгебре, где променљиве за вредности имају бројеве, у Буловој алгебри вредности променљивих могу бити само тачно и нетачно (истина и лаж), што се обично означава са 1 и 0, где 1 представља тачно, а 0 нетачно. 
Бул је заправо ујединио логику и израчунавања заједничким симболима. Таблица истинитости са основним операцијама: конјукцијом, дисјункцијом и негацијом је дата испод.

 | {\displaystyle x} | {\displaystyle y} | {\displaystyle x\wedge y} | {\displaystyle x\vee y} |
| ----------------- | ----------------- | ------------------------- | ----------------------- |
| 0                 | 0                 | 0                         | 0                       |
| 1                 | 0                 | 0                         | 1                       |
| 0                 | 1                 | 0                         | 1                       |
| 1                 | 1                 | 1                         | 1                       |

| {\displaystyle x} | {\displaystyle \neg x} |
| ----------------- | ---------------------- |
| 0                 | 1                      |
| 1                 | 0                      |

Фридрих Лудвиг Готлоб Фреге је немачки математичар, логичар и филозоф. Један је од оснивача модерне математичке логике и аналитичке филозофије. Сматра се једним од највећих логичара свих времена.
Године 1879, Фреге је конструисао прву варијанту предикатског рачуна. Она је веома слична оној која се данас користи, мада Фреге користи другачију нотацију. Фрегеово откриће квантификатора који везују променљиве, сматра се једним од највећих открића деветнаестог века. Фреге је желео да покаже да је целу математику могуће свести на логику, али у томе није успео. Развио је специфичну филозофију језика, коју и данас многи филозофи сматрају веома значајном. 
Језичка формула, лат. lingua characterica, језик написан посебним симболима, "за чисту мисао", која је слободна од реторичких украса ... Изграђен је од посебних симбола који су постављени у складу са одређеним правилима.
Његов рад су наставили Алфред Норт Вајтхед и Бертранд Расел са њиховом књигом Принципи математике

### Прва формализација
Концепт алгоритма је формализован 1936. са Аланон Тјурингом и његовом машином и Алонзо Черчовим ламбда рачуном, што уједно и чини темељ рачунарске науке.
Алонзо Черч - његов је рад од велике важности за математичку логику, теорију рекурзије, и за теоријско рачунарство. Створио је ламбда-рачун 1930. који је данас непроцењив алат за информатичаре. Черч је вероватно најбоље упамћен по Черчовој теореми и Черчовој тези. Черчова теорема показује ундецидабилност првог реда логике, појавом у А нотацији у проблему одлучивања. Ово, наравно, није у супротности са исказним рачуном који има процедуру одлучивања засновану на истинитосним таблицама. 
Черчова теза се појављује у нерешивом проблему у основној теорији бројева. У раду дефинише појам ефективне предвидивости и идентификује га са појмом рекурзивне функције. 
Друга област од интереса за Черча је аксиом теорије скупова. Објавио је формулацију просте теорије типова у којој је покушао да да систем који је повезан са Вајтхедовим и Раселовим Принципима математике који су обликовани да избегну парадоксе наивне теорије скупова. Черч заснива своју теорију типова на свом рачуну. 
Иако је већина Черчових доприноса усмерена ка математичкој логици, он је такође написао неколико математичких радова о другим темама. На пример, објавио је примедбе на основне теорије диференцијалних једначина и генерализацију Лапласове трансформације. Први је истраживао идеје и резултате у основној теорији обичних и парцијалних диференцијалних једначина. Рад обухвата дискусију о општој Лапласовој трансформацији која се простире на нелинеарне парцијалне диференцијалне једначине.

## Тјуринг и тјурингова машина
Алан Матисон Тјуринг је британски математичар и криптограф који се сматра оцем модерних рачунара. За време Другог светског рата је радио у Блетчли Парку и саградио машину помоћу које су савезници могли читати немачке поруке шифриране преко Енигма уређаја који је имао 15x1019 комбинација.
После рата је саградио прве рачунаре и бавио се проблемима вештачке интелигенције. Познат по ексцентричном животном стилу, био је ухапшен године 1952. због повреде јавног морала и осуђен. Две године касније је извршио самоубиство.
Познат је и по томе што је дефинисао тест интелигенције за машине. Циљ овог тестирања је да се одреди да ли је машина заиста интелигентна, или је тек симулација интелигенције. До сада ни једна машина није успела да прође Тјурингов тест, док га људи пролазе.

### Тјурингова машина
Идеја је настала у првој половини XX века из такозваних “неважних“ области математике, који су покушали да дају одговаре да ли неке још недоказане математичке теореме имају доказе.  Тим поводом је Давид Хилберт поставио три питања:
1. да ли је математика комплетна
2. да ли је математика конзистентна (доследна, непровивуречна)
3. да ли је математика одлучива (да ли постоји алгоритам који показује да је нека формула исправна)[12]

Математичар Курт Гедел је 1930. Године одговорио на прва два питања и доказао да математика није комплетна, и да ће увек бити недоказаних теорема. Ови докази су тридесетих година изазвали велико разочарење међу математичарима.
Алан Тјуринг је 1936. године дао одговор на треће питање на необичан начин. Пошто је уочио одређене правилности у свакодневном рачунању, замислио је такозвану Тјурингову машину, која на траци са симболима симулира рачунање. Ова замишљена (апстрактна- имагинарна) машина није стварно направљена. Служила је да покаже да ли се сваки математички проблем може решити коришћењем алгоритма. Убрзо затим је ову машину унапредио и створио Универзалну Тјурингову машину, помоћу које је дао негативан одговор на треће Хилбертово питање. На овај начин су постављене основе софтвера.

## Вештачка интелигенција
За разлику од обичних алгоритама, у којима рачунар прати наредбе које су му задате, корак по корак, неки рачунарски алгоритми су дизајнирани да омогуће рачунару да уче сами (машинско учење). Употреба машинског учења укључује разумевање података и препознавање облика. 
Вештачка интелигенција се своди на употребу алгоритама за препознавање и обраду различитих образаца и њихово представљање у облику погодном за људе. Као и математичке једначине, алгоритми нису ни добри ни лоши. Постоје само људи са добрим и лошим намерама који користе алгоритме. Како се технологија развија, појавиће се доста ,, грешака", али је важно запамтити да су алгоритми само алати. Не треба кривити алате. 
Алгоритми чине системе бољим, али без мале употребе здравог разума у једначини, они могу произвести неке прилично бизарне резултате.
Џон Макарти је истакнути информатичар који је добио Тјурингову награду 1971. због великих доприноса у области вештачке интелигенције. У ствари, он је одговоран за сам термин "вештачка интелигенција". Макарти је написао Lisp програмски језик. 
Године 1961, први је јавно предлагао да рачунарска технологија временског дељења може да доведе до будућности у којој се рачунарска снага, па чак и одређене апликације, могу бити продате путем наменског пословног модела (као вода или електрична енергија). Ова идеја рачунарске или информацијске корисности је била веома популарна крајем 1960-их, али полако бледи од средине 1970-тих када је постало јасно да тадашњи хардвер, софтвер и телекомуникационе технологије нису били спремни. Међутим, 2000. године, идеја се поново јавља у новим формама.
Др Тахер Елгамал је америчко-египатски криптограф. Године 1985, Елгамал објавио рад под насловом Јавни кључ криптосистема и шема потписа базирана на дискретним логаритмима у којем је предложио дизајн Елгамалових дискретних логаритма криптосистема. Ова шема је постала основа за алгоритам за дигитално потписивање (DSA) кога је усвојио Национални институт за стандарде и технологију (NIST) као стандард за дигитални потпис (DSS). Он је такође учествовао у протоколу за плаћање кредитним картицама "СЕТ" – сигурносне електронске трансакције, али и у другим бројним пословима везаним за интернет плаћања.